# Gabrielle Bouchard
Gabrielle Bouchard, née en 1968, est la première femme trans à présider la Fédération des femmes du Québec (FFQ).

## Biographie
Elle a travaillé au Centre for Gender Advocacy de l'université Concordia.
En novembre 2017, elle a été élue à la présidence de la FFQ. Pendant ça présidence, elle a créé une controverse avec un ensemble de Tweet. En juin 2019, elle tweet : « On devrait discuter la vasectomie obligatoire à 18 ans ». Dans un tweet de novembre 2019, elle qualifie le voile islamique de « badass »,. En janvier 2020, elle tweet : « Les relations de couple hétérosexuel sont vraiment violentes. En plus, la grande majorité sont des relations basées sur la religion »,;
En juin 2020, elle démissionne de son poste de président de la FFQ.